# Igor Dragojević
Igor Dragojević (Montenegro, 30 de abril de 1975) es un árbitro de baloncesto montenegrino. Integra el panel de oficiales de EuroLeague Basketball —Euroliga y EuroCup— y también dirige en la ABA Liga. Además, fue presidente del Udruženje košarkaških sudija Crne Gore (UKSCG), la asociación de árbitros de Montenegro.

## Trayectoria
Dragojević se formó en la estructura del KSCG y dio el salto a competiciones europeas de clubes con la EuroCup en la temporada 2014–15 (p. ej., Valencia Basket–CSU Asesoft Ploiești, 21/01/2015; FoxTown Cantù–Limoges, 28/01/2015). Su debut en la Euroliga llegó en diciembre de 2015 con el Žalgiris–Pınar Karşıyaka en Kaunas, y ese mismo mes arbitró el EA7 Emporio Armani–Limoges en Milán.
En el ámbito nacional fue elegido presidente del UKSCG en 2019, con mandato de cuatro años, y aparece en los listados de árbitros y contactos del KSCG con base en Podgorica.

## Euroliga y EuroCup
Dragojević ha alternado temporada a temporada encuentros de fase regular de Euroliga y múltiples designaciones de EuroCup desde su incorporación.
- Euroliga: 2015–presente (presente en el listado oficial de árbitros de la competición).[4]
- EuroCup: 2014–presente (primeras designaciones documentadas en 2014–15).[13]

Partidos destacados (selección)
- Euroliga RS 2015–16: Žalgiris Kaunas – Pınar Karşıyaka (02/12/2015, Kaunas).[14]
- Euroliga RS 2015–16: EA7 Emporio Armani Milano – Limoges (18/12/2015, Milán).[15]
- EuroCup 2015–16: Zenit – Beşiktaş (11/11/2015, San Petersburgo).[16]

## FIBA y ABA
Árbitro con rango FIBA y presencia habitual en la ABA Liga (Adriática). En 2015 fue designado para el EuroBasket (Grupo A, Montpellier), compartiendo designaciones con el también montenegrino Miloš Koljenšić.

## Cargos
- Presidente del UKSCG (Asociación de Árbitros de Baloncesto de Montenegro), elegido en 2019 por cuatro años.[11][20]